# Lima (Nueva York)
Lima es un pueblo ubicado en el condado de Livingston en el estado estadounidense de Nueva York. En el año 2000 tenía una población de 2,287 habitantes y una densidad poblacional de 26 personas por km².

## Geografía
Lima se encuentra ubicado en las coordenadas 42°54′17″N 75°36′42″O / 42.90472, -75.61167.

## Demografía
Según la Oficina del Censo en 2000 los ingresos medios por hogar en la localidad eran de $ 48,774 y los ingresos medios por familia eran $57,127. Los hombres tenían unos ingresos medios de $40,607 frente a los $26,316 para las mujeres. La renta per cápita para la localidad era de $18,972. Alrededor del 4.5% de la población estaban por debajo del umbral de pobreza.